# Cantaccio

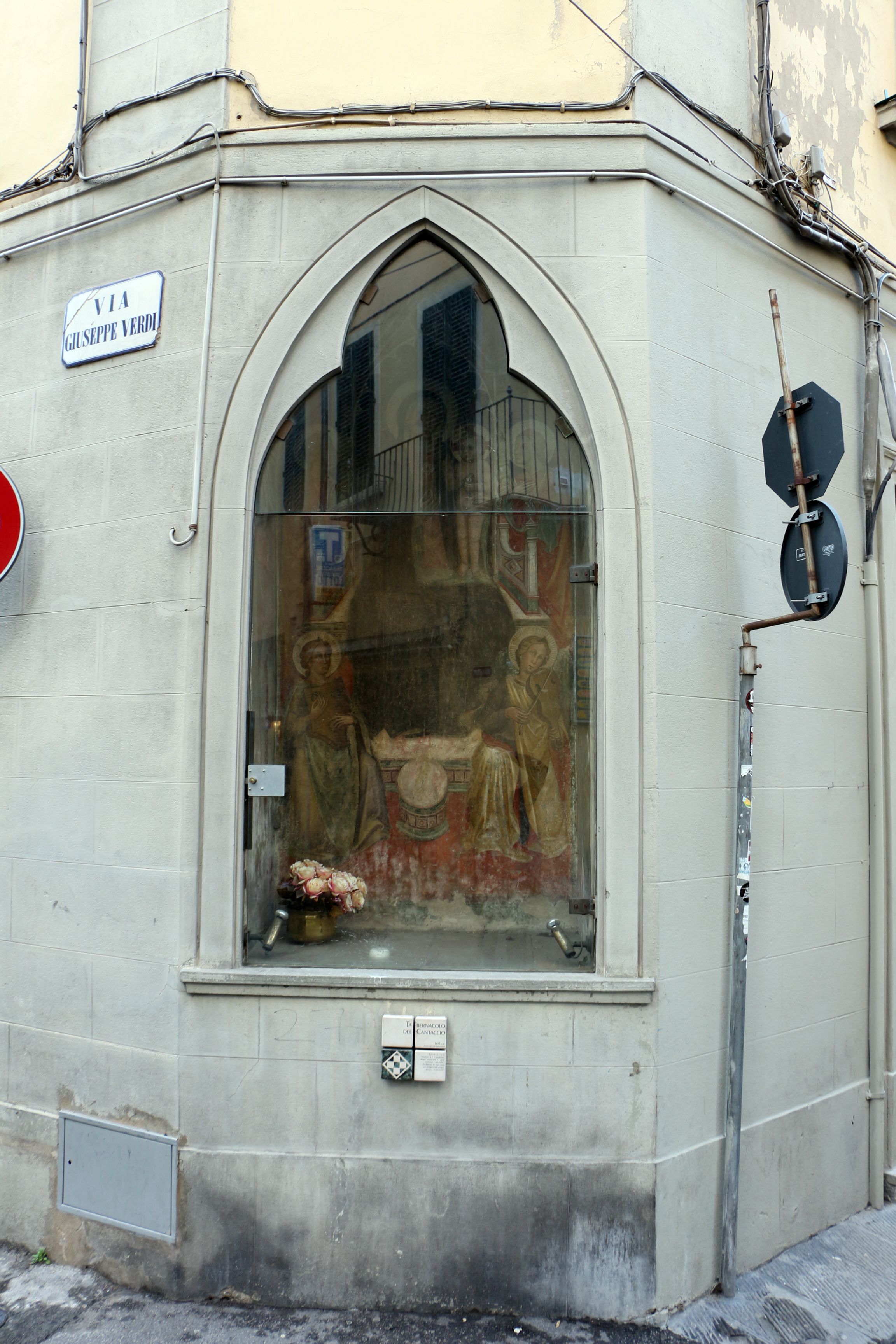
Il tabernacolo del Cantaccio

Il Cantaccio è un quadrivio storico di Prato, posto all'incrocio tra via Garibaldi e via dei Tintori.

## Storia
L'origine del toponimo è incerta. Pare che in antico si chiamasse comunemente "Cantone" (letteralmente grosso incrocio), e che fosse uno degli snodi principali della viabilità cittadina, posto fuori da Porta Tiezi e diretto, attraverso il Mercatale al ponte sul Bisenzio. Fu forse la condanna al rogo nel 1255 di due eretici patarini che abitavano in queste vicinanze a far cambiare nome al luogo. Altre ipotesi parlano della presenza di briganti e prostitute nel borgo fuori la porta, oppure della scomodità del passaggio per strade assai affollate e un tempo più ripide e anguste.

## Descrizione
Il luogo si distingue soprattutto per la presenza di un tabernacolo affrescato, formato da una nicchia trilobata a sesto acuto, dentro la quale si trova l'affresco della Madonna col Bambino in trono e angeli musicanti e Santi sull'arco, opera del 1415 dei fratelli Miniati, in particolare forse di Antonio di Miniato, che si ispirò a un tabernacolo dipinto nel 1391 da Niccolò di Pietro Gerini presso Palazzo Datini. 
All'angolo opposto, dove oggi ha sede una tabaccheria, sorge il palazzetto Vivorati, che fu costruito nel XIX secolo al posto dell'oratorio dell'Assunta.